# Stråholmen
Stråholmen est une île de la commune de Kragerø , dans le comté de Telemark en Norvège.

## Description
L'île de 3 km2 mesure 1.5 km de long pour environ 1 km de large. Elle est au nord de l'archipel de Kragerø, à 2km au nord de Jomfruland. Stråholmen fait face au Skagerrak à l'est et offre une protection contre la mer pour l'intérieur. L'île fait partie de la chaîne du Raet qui s'étend le long du Jomfruland et jusqu'à Vestfold.
Au milieu de l'île se trouvait un petit village qui se compose aujourd'hui de chalets, qui sont utilisées en été. Le peuplement de Stråholmen a été créé à l'époque de la marine à voiles, comme un endroit où l'on pouvait facilement voir les navires arriver de la mer. À la fin du XXe siècle, l'établissement n'a plus de fonction économique, en dehors d'une activité agricole dispersée.
Au nord de l'île se trouvent un port bien abrité et une plage, souvent utilisée par les résidents locaux et les touristes. Stråholmen n'a pas de liaison par ferry, mais peut par exemple être atteint en bateau-taxi.
L'île est idéale pour les marcheurs et est considérée comme un bon endroit pour la pêche sportive.

## Aires protégées
- La partie la plus méridionale de l'île est protégée en tant que réserve naturelle de Stråholmen depuis le 7 décembre 1990. Le but de la conservation est de préserver une zone humide importante avec la végétation et la faune associées qui est la zone humide la plus riche en espèces pour les oiseaux du Telemark.

- La partie centrale et occidentale de l'île est protégée en tant que zone de conservation du paysage de Stråholmen créée le 7 décembre 1990. L'objectif y est de préserver un paysage distinctif et magnifique avec une géologie quaternaire intéressante et des monuments culturels. De plus, le bord de mer a une valeur de conservation internationale et un certain nombre de plantes rares peuvent être trouvées ici. L'avifaune est également protégée dans la zone de protection du paysage.

Un plan de gestion a été élaboré pour l'île, qui comprend à la fois la réserve naturelle, la zone de conservation du paysage et l'île en général.
- Le parc national de Jomfruland a été créé en décembre 2016 ; il comprend les îles Jomfruland et Stråholmen et les zones maritimes environnantes.